# Nycteribia becki
Nycteribia becki är en tvåvingeart som beskrevs av Oskar Theodor 1973. Nycteribia becki ingår i släktet Nycteribia och familjen lusflugor. Inga underarter finns listade i Catalogue of Life.